# Мотавино
Мота́вино — деревня в Калининском районе Тверской области. Относится к Никулинскому сельскому поселению.
Расположена к западу от Твери, в 7 км от посёлка Мигалово, на правом берегу Волги. Рядом деревня Красново.
Население по переписи 2002 — 69 человек, 31 мужчина, 38 женщин.

## История
В Списке населенных мест 1859 года значится владельческая деревня Флено-Сергеевское (Матавино, Чернигино), 14 дворов, 129 жителей. Во второй половине XIX — начале XX века деревня относилась к Мигаловскому приходу Никулинской волости Тверского уезда.
В 1930-40-х годах деревня Мотавино относилась к Красновскому сельсовету в составе Калининского района Калининской области, в 1950-60-х годах к Даниловскому сельсовету.
Во время Великой Отечественной войны (декабрь 1941 года) в районе деревни шли ожесточённые бои за освобождение города Калинина. 246-я стрелковая дивизия 29-й армии несколько раз пыталась овладеть Мотавино и окончательно освободила деревню 16 декабря 1941 года.
На фронтах погибли 10 жителей Мотавино.
В 1970-80-е годы в деревне бригада колхоза «Даниловское». В 1997 году в деревне 38 хозяйств, 78 жителей. В последнее время многие сельхозземли вокруг деревни скуплены для перепродажи под коттеджную застройку.